# إليشا كولير
إليشا كولير (بالإنجليزية: Elisha Collier)‏ هو مهندس أمريكي، ولد في 1788 في بوسطن في الولايات المتحدة، وتوفي بنفس المكان في 23 يناير 1856.